# Badin (Caroline du Nord)
Pour les articles homonymes, voir Badin.
Badin est une ville du sud-est États-Unis, située près de Salisbury (Caroline du Nord), qui a pris le nom d'Adrien Badin, son fondateur et l'initiateur de l'implantation de la première usine de production d'aluminium en Caroline du Nord.

## Histoire
En août 1912, Adrien Badin fonde la « Southern Aluminium Co », face au concurrent américain, l'Aluminium Company of America (Alcoa). Il acquiert des propriétés et chutes d'eau, en Caroline du Nord, à côté d'une chute d'eau sur la rivière Yadkin, dans une brousse infestée de moustiques et de serpents. L'usine, jouxtée de cités d'habitations ouvrières, sera ensuite acquise par Alcoa en 1917, alors qu'elle compte un théâtre, un hôpital et une école de 20 classes. 
Le site voit sa population chuter de 5 000 en 1926 à seulement 2 000 habitants et devient un site historique en 1990 puis une commune officielle.

## Démographie
| 1950  | 1960  | 1970  | 1980  | 1990  | 2000  |
| ----- | ----- | ----- | ----- | ----- | ----- |
| 2 126 | 1 905 | 1 626 | 1 514 | 1 481 | 1 154 |

| 2010  | - | - | - | - | - |
| ----- | - | - | - | - | - |
| 1 974 | - | - | - | - | - |

## Source
- (en) Cet article est partiellement ou en totalité issu de l’article de Wikipédia en anglais intitulé « Badin, North Carolina » (voir la liste des auteurs).

1. ↑  Site officiel de Bandin
2. ↑  (en) « Statistiques des États-Unis - Caroline du nord - Profils des communautés de 2010 » (consulté en novembre 2020)